# مة أباد (فيروزكوه)
مة أباد (بالفارسية: مه‌آباد) هي قرية تقع في قسم شهر أباد الريفي في إيران. يقدر عدد سكانها بـ 318 نسمة بحسب إحصاء 2016.